# ان‌جی‌سی ۵۹۲
ان‌جی‌سی ۵۹۲ (انگلیسی: NGC 592) یک سحابی نشری در صورت فلکی مثلث است.  این سحابی شامل یک خوشه باز از ستارگان است و تقریباً ۲.۸۶ میلیون سال نوری از زمین فاصله دارد.